# Acronicta incretata
Acronicta incretata là một loài bướm đêm trong họ Noctuidae.